# 汉堡证券交易所
汉堡证券交易所 (德語：Hamburger Börse)是一个股票交易所，1558年成立于汉堡汉萨自由市。它是德国最古老的证券交易所。现在下设四个分所: 保险交易所、谷物交易所、咖啡交易所和一般证券交易所。

## 外部連結
维基共享资源上的相關多媒體資源：汉堡证券交易所
- 有关汉堡证券交易所在德国经济学中央图书馆（ZBW）20世纪新闻档案中的Documents and clippings about。

53°32′59″N 9°59′28″E / 53.5497°N 9.9911°E